# Rhyacia pyrenaica
Rhyacia pyrenaica là một loài bướm đêm trong họ Noctuidae.